# Santa Fe, Zacatecas
Santa Fe är en ort i Mexiko.   Den ligger i kommunen Pinos och delstaten Zacatecas, i den centrala delen av landet, 400 km nordväst om huvudstaden Mexico City. Santa Fe ligger 2 060 meter över havet och antalet invånare är 319.
Terrängen runt Santa Fe är lite kuperad. Runt Santa Fe är det ganska glesbefolkat, med 21 invånare per kvadratkilometer. Närmaste större samhälle är Salinas de Hidalgo, 18,6 km väster om Santa Fe. Omgivningarna runt Santa Fe är i huvudsak ett öppet busklandskap.